# Blues Is King
《Blues Is King》은 미국의 블루스 음악가 B.B. 킹의 라이브 음반이다. 1966년 시카고에서 녹음되었고 1967년 블루스웨이 레코드에서 발매되었다.

## 평가
| 전문가 평가                           | 전문가 평가 |
| 평가 점수                             | 평가 점수   |
| 출처                                  | 점수        |
| ------------------------------------- | ----------- |
| AllMusic                              | [ 1 ]       |
| The Rolling Stone Jazz Record Guide   | [ 2 ]       |
| The Penguin Guide to Blues Recordings | [ 3 ]       |

올뮤직의 리뷰는 다음과 같이 평했다.
1967년경, 킹은 그의 창법과 기타 스타일을 (항상 얽혀있는) 아주 좋은 점으로 다듬었습니다. 이 시기에 막 떠오르기 시작한 것은, 청중들에게 들려줄 이야기가 있는 가수인 쇼맨 킹이었습니다. 때로는 슬픈 이야기, 때로는 화가 나는 이야기, 때로는 아주 비열한 이야기까지 말이죠. 이것은 라이브 공연에서 가장 잘 드러났습니다. 블루스의 본고장이자 신도들에게 증언할 수 있는 이상적인 장소인 시카고에서 열린 콘서트에서 그의 모습이 포착되었습니다. B.B.는 그의 열정적인 보컬과 특유의 따가운 기타를 통해 관객들에게 불확실한 용어로 로맨스의 기복을 겪게 합니다. 그 효과는 카타르시스적이면서도 경외심을 불러일으킵니다.

음반 제목은 같은 이름의 마셜 크렌쇼 곡에도 영향을 미쳤다.

## 곡 목록
| #  | 제목                   | 작사·작곡                | 재생 시간 |
| -- | ---------------------- | ------------------------ | --------- |
| 1. | 〈Waitin' on You〉     | B.B. 킹, 퍼디낸드 워싱턴 | 2:23      |
| 2. | 〈Gamblers' Blues〉    | 조니 페이트              | 4:38      |
| 3. | 〈Tired of Your Jive〉 | 자넷 데스펜자, 페이트    | 3:30      |
| 4. | 〈Night Life〉         | 윌리 넬슨                | 4:45      |
| 5. | 〈Buzz Me〉            | 대니 백스터, 루이스 조던 | 4:05      |

| #  | 제목                                | 작사·작곡       | 재생 시간 |
| -- | ----------------------------------- | --------------- | --------- |
| 1. | 〈Don't Answer the Door〉           | 지미 존슨       | 4:00      |
| 2. | 〈Blind Love〉                      | 킹, 조 조세아   | 3:25      |
| 3. | 〈I Know What You're Puttin' Down〉 | 버디 앨런, 조던 | 3:30      |
| 4. | 〈Baby Get Lost〉                   | 빌리 무어       | 3:57      |
| 5. | 〈Gonna Keep on Loving You〉        | 킹              | 3:45      |